# Brownea peruviana
Brownea peruviana är en ärtväxtart som beskrevs av James Francis Macbride. Brownea peruviana ingår i släktet Brownea och familjen ärtväxter. Inga underarter finns listade i Catalogue of Life.